# Soft Play
Pour les articles homonymes, voir Slaves et Slave.
Soft Play, anciennement Slaves, est un groupe britannique de punk rock, originaire de Royal Tunbridge Wells, en Angleterre. Le duo est composé d'Isaac Holman (chant principal, batterie) et de Laurie Vincent (chœurs, guitare, basse).
Ils sont connus sous le nom de Slaves jusqu'en 2022, date à laquelle ils changent leur nom en Soft Play après avoir décidé que leur nom d'origine avait des connotations indésirables.

## Histoire
Sous le nom de Slaves, le groupe sort son premier EP, Sugar Coated Bitter Truth, chez Boss Tuneage Records en 2012. Leur premier single, Where's Your Car Debbie?, est publié par Fonthill Records début 2014 ; ils signent ensuite avec Virgin EMI. Ils sortent leur premier single sous Virgin, Hey, en novembre 2014, et sortent The Hunter plus tard le même mois. Ils ont gagné en visibilité fin 2015 lorsque The Hunter est présenté dans la série de Sky One You, Me and the Apocalypse. Ils apparaissent également dans l'émission Later... with Jools Holland et sont nommés pour la liste du Sound of 2015 de la BBC,.
En mai 2015, The Fader présente le groupe dans un article sur les noms provocateurs pour les artistes musicaux. Vincent déclare au Fader que les critiques sur le nom les avaient surpris, décrivant comment ils avaient choisi le nom en essayant de penser à « un mot à la sonorité abrasive, comme Clash ». Il ajoute : « On aime simplement le mot. On n'essayait pas jouer la provocation ». Les deux musiciens ont également abordé la controverse autour de leur nom dans une déclaration sur Facebook : « Le nom de notre groupe est lié au fait que les gens ne contrôlent pas leur vie quotidienne. Slaves (esclaves), c'était notre façon de quitter les chemins qu'on ne voulait plus emprunter. La musique qu'on fait est motivante et s'adresse aux gens personnellement et collectivement ».
Le duo sort son premier album, Are You Satisfied?, le 1er juin 2015. L'album est nommé pour le Mercury Music Prize 2015 et devient depuis Silver au Royaume-Uni, qui atteint la huitième place lors de sa première semaine au UK Albums Chart,,. Ils sortent leur deuxième album, Take Control, le 30 septembre 2016. Mike D, membre des Beastie Boys, produit l'album et participe à la chanson Consume or Be Consumed. L'album se comporte mieux dans les charts que le premier, se hissant à la sixième place lors de sa première semaine au UK Albums Chart. Le 20 mars 2018, le groupe annonce que son troisième album, Acts of Fear and Love, sort le 17 août et atteint la huitième place dans les charts d'albums britanniques. En juillet 2019, le groupe sort un EP de quatre titres intitulé The Velvet Ditch et joue en tête d'affiche au Truck Festival.
En décembre 2022, ils changent de nom pour Soft Play et expliquent : « Le nom Slaves est un problème [et] ne représente plus qui nous sommes en tant que personnes ou ce que notre musique représente ».
En juillet 2024, Soft Play sort son 4e album, dénommé Heavy Jelly,.  Les critiques sont très positives. rockurlife.net déclare ainsi : « : le résultat est incroyable. Un peu moins de trente minutes de punk pur jus ». soundofviolence.net écrit : « Heavy Jelly est semble-t-il l'album de la renaissance, Isaac Holman et Laurie Vincent revenant de loin tout en nous rassurant sur leur capacité à toujours exploser le taux de décibels autorisé».

## Formation et influences
Holman et Vincent se sont rencontrés dans le Kent, qui, selon eux, n'avait pas une scène musicale punk très active. Le groupe s'est formé à deux après avoir essayé en vain de recruter d'autres musiciens pour faire partie d'un groupe punk, en partageant les tâches d'écriture. Vincent a déclaré plus tard que c'était un avantage inattendu, car ils pouvaient faire des tournées facilement et à peu de frais dans un petit van puisqu'ils n'avaient besoin de transporter que l'équipement de deux personnes.
Ils ont déclaré que leurs premières influences mutuelles étaient The Clash, Rancid, Ramones, Gang of Four, Billy Childish et Talking Heads.

## Discographie

### Albums studio
- 2015 : Are You Satisfied?
- 2016 : Take Control
- 2018 : Acts of Fear and Love
- 2024 : Heavy Jelly

### EP
- 2012 : Sugar Coated Bitter Truth (EP)

### Singles
- 2013 : Where’s Your Car Debbie?
- 2014 : Hey
- 2014 : The Hunter
- 2014 : Beauty Quest
- 2015 : Cheer Up London
- 2015 : Sockets
- 2016 : Take Control
- 2016 : Spit It Out